# Printing-on-demand

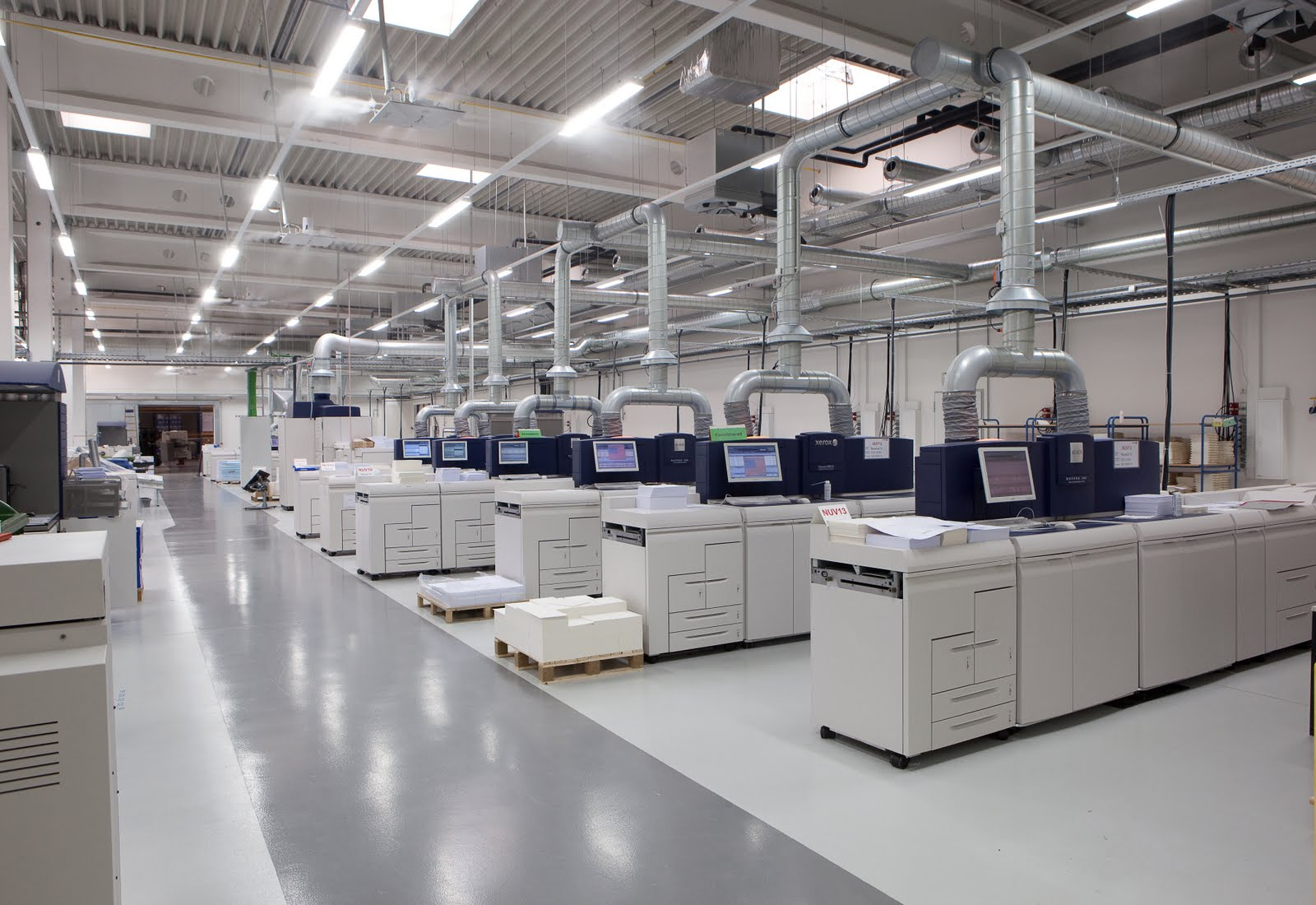
Printers in een productiecentrum in Duitsland, 2010

Printing-on-demand (Nederlands: afdrukken op aanvraag), afgekort POD, is een proces binnen de grafische industrie waarbij boeken pas worden gedrukt wanneer daar vraag naar is. Bedrijven die deze diensten aanbieden zijn drukkerijen en uitgeverijen.
Het proces wordt gebruikt om te voorkomen dat er een complete oplage gedrukt moet worden en op voorraad gehouden tot deze is uitverkocht. Op deze manier kunnen bijvoorbeeld titels die eerder populair waren maar waar weinig vraag meer naar is van de leverlijst worden afgevoerd en op een 'backlist' worden gehouden. Dit wordt bij sommige uitgeverijen gedaan zodat de oude titels uit het fonds waarvan de laatste reguliere druk is uitverkocht bij inschrijving vanaf een bepaald aantal exemplaren een POD-herdruk kunnen krijgen.
Ook wordt printing-on-demand gebruikt door beginnende auteurs en auteurs die zich richten op een nichemarkt. Vanaf een kleine oplage kan de auteur deze zelf afnemen bij het POD-bedrijf en het boek vervolgens in eigen beheer verkopen, bijvoorbeeld via een webwinkel. In sommige gevallen plaatst het bedrijf deze titels op de fondslijst, om meer bekendheid voor de auteurs en hun werk te genereren.

## Techniek
Bij printing-on-demand wordt niet de offsetdruk-techniek gebruikt, zoals bij reguliere boeken. Het nadeel van off-set zijn hoge voorbereidingskosten, waardoor de techniek voor kleine oplages niet rendabel is. Bij printing-on-demand wordt een boek geprint. Dit gaat met een printer die een toner gebruikt, in zwart en/of in kleur.

## Kritiek op printing-on-demand-diensten
De recensent Taede Smedes hekelde in een opiniestuk in de Volkskrant het ontbreken van een goede redactie bij printing-on-demand-diensten: "Ze verzieken de boekenmarkt doordat de kwaliteitsbewaking volledig uit het oog wordt verloren." Daarnaast verweet hij dit soort diensten dat ze "een financieel slaatje [slaan] uit het leed van mensen die denken dat ze kunnen schrijven."